# Sydslesvigsk Forening
Sydslesvigsk Forening (SSF) blev stiftet som Den Slesvigske Forening 26. juni 1920 i Flensborg. Foreningens formål er at støtte og fremme dansk sprog og kultur i Sydslesvig. Foreningen har i dag omtrent 14.000 medlemmer. Endvidere er 25 foreninger tilsluttet Sydslesvigsk Forening.
Foreningen driver flere forsamlingshuse og Danevirke Museum ved Slesvig by. Blandt forsamlingshusene kan nævnes Flensborghus, Husumhus, Slesvighus, Ansgarhuset samt kulturhuset Skipperhus i Tønning, som også fungerer som lejrskole. Indtil 1948, da Sydslesvigsk Vælgerforening så dagens lys, var SSF også politisk aktiv. Foreningen samarbejder med andre europæiske mindretalsorganisationer, især gennem FUEV.
Den første weekend i juni arrangerer foreningen hvert år de danske årsmøder. Årsmøderne omfatter godt 40 møder fredag og lørdag, og tre store friluftsmøder i Slesvig, Flensborg og på vestkysten om søndagen. Hvert år i december udgives Sydslesvigsk Årbog.
Foreningens største udmærkelse er tildelingen af SSF's guldnål, som blev indstiftet i 1965, og som er blevet givet som hædersbevis til følgende: Samuel Münchow, Kristiane Fischer, Nis Petersen, Ivar Callø, Ludvig Hansen, Johannes Petersen, Christian Mahler, Svend Johannsen, Tage Jessen, Jacob Kronika, Ernst Vollertsen, Ernst Meyer, dr. Helmuth Christensen, Carl Christiansen, Johann Mikkelsen, Elva Thorup Nielsen, Manfred Asmussen, Heinrich Schultz.
Lars Erik Bethge var SSF's kommunikationschef indtil 1. februar 2020, hvor han afløstes af Rasmus Meyer.

## Navne og forkortelser: SSF, SSV, SSW
|                        | Den kulturelle forening  | Den politiske forening          |
| ---------------------- | ------------------------ | ------------------------------- |
| Dansk                  | Sydslesvigsk Forening    | Sydslesvigsk Vælgerforening     |
|                        | SSF                      | SSV                             |
| Tysk                   | Südschleswigscher Verein | Südschleswigscher Wählerverband |
|                        | SSV                      | SSW                             |
| Nyere fællesbetegnelse | SSF                      | SSW                             |

Forkortelsen SSV betegner i dansksproget tekst Sydslesvigsk Vælgerforening og i tysksproget tekst Südschleswigscher Verein; men da dette ofte har kunnet føre til misforståelser, er det blevet almindeligt på begge sprog at bruge forkortelsen SSF om Sydslesvigsk Forening = Südschleswigscher Verein og SSW om Sydslesvigsk Vælgerforening = Südschleswigscher Wählerverband.

## Medlemstal
| År   | Flensborg | Flensborg Amt | Sydtønder Amt | Slesvig Amt | Husum Amt | Ejdersted | Egernførde Amt | Rendsborg Amt | Foriing for nationale Friiske | I alt  |
| ---- | --------- | ------------- | ------------- | ----------- | --------- | --------- | -------------- | ------------- | ----------------------------- | ------ |
| 1950 | 26.777    | 6.490         | 3.660         | 11.564      | 4.943     | 2.431     | 4.511          | 3.092         | 4.497                         | 67.965 |
| 1955 | 18.129    | 4.400         | 2.214         | 6.878       | 2.970     | 1.526     | 2.278          | 1.586         | 2.657                         | 42.638 |
| 1960 | 14.293    | 3.800         | 1.946         | 5.059       | 1.409     | 1.256     | 1.579          | 1.091         | 1.748                         | 32.199 |
| 1965 | 12.066    | 3.406         | 1.821         | 4.080       | 1.240     | 1.083     | 1.280          | 825           | 1.388                         | 27.189 |
| 1970 | 9.904     | 3.286         | 1.528         | 3.384       | 1.146     | 827       | 1.042          | 537           | 1.192                         | 22.846 |
| 1975 | 9.453     | 3.366         | 1.277         | 2.844       | 1.153     | 718       | 1.465          | se note       | 1.144                         | 21.420 |
| 1980 | 9.598     | 3.774         | 1.253         | 2.637       | 1.152     | 609       | 1.374          | se note       | 1.024                         | 21.421 |

note: 1975 og 1980: Egernførde + Rendsborg Amter under et

kilde: Sydslesvigsk årbog 1980-81; Nr. 21, 1981; s. 31

## Formænd for SSF
- 1920-1940 Ernst Christiansen
- 1940-1945 fællesråd af Cornelius Hansen, I.C. Møller, Bernhard Hansen, Tage Jessen og L.P. Christensen
- 1945-1946 Samuel Münchow
- 1946-1946 I.C. Møller
- 1946-1949 Cornelius Hansen
- 1949-1957 Niels Bøgh-Andersen
- 1957-1964 Hermann Tychsen
- 1964-1965 Niels Bøgh-Andersen
- 1965-1977 Ernst Meyer
- 1977-1987 Ernst Vollertsen
- 1987-2003 Heinrich Schultz
- 2003-2013 Dieter Paul Küssner
- 2013-2019 Jon Hardon Hansen
- 2019-0000 Gitte Hougaard-Werner[3]

## Generalsekretærer for SSF
- 1924-1926 Jacob Kronika
- 1926-1931 vakant[4]
- 1932-1939 Frederik Petersen
- 1939-1945 vakant
- 1945-1956 Frants Thygesen
- 1956-1982 Hans Ronald Jørgensen
- 1982-1989 Karl Kring (1924-2023)
- 1989-1990 Ernst Ballowitz
- 1990 0000 Marianne Wullf (konstitueret)
- 1990-2000 Gert Wiencke
- 2001-2025 Jens A. Christiansen
- 2025-0000 Lasse Rodewald (fra 1. oktober 2025)[5][6]

## Forbundsdagsmedlem
- 1949-1953 Hermann Clausen

## Repræsentanter i Bonn
- 1959-1960 Jacob Kronika
- 1960-1963 Karl Christiansen

## Mindretalssekretær i Berlin
- 2005-2012 Thede Boysen